# Precipicio de los Bisontes de Head-Smashed-In
El sitio del Precipicio de los Bisontes de Head-Smashed-In (en francés Précipice à bisons Head-Smashed-In o Head-Smashed-In Buffalo Jump en inglés), está situado a 18 km al noroeste de Fort Macleod, provincia de Alberta, Canadá, en la carretera 785, donde las estribaciones de las Montañas Rocosas comienzan a elevarse sobre las praderas. Está inscrito en el Patrimonio de la Humanidad de la Unesco desde 1981. Constituye un verdadero museo al aire libre de la cultura amerindia. 

## Historia
El Precipicio de los Bisontes ha sido usado durante más de 5.500 años por las poblaciones nativas de las praderas para la caza de los bisontes los cuales caían desde lo alto de los riscos hacia el valle de abajo. El acantilado mide cerca de 300 metros de longitud, y se alza a una altura de 10 a 18 metros sobre el valle.
Para conseguir sus fines, los Pies negros obligaban a los bisontes que pastaban en los montes Porcupine, cerca de 3 km al oeste del sitio, y los conducían, por medio del fuego y del agitar de mantas, entre los alineamientos de centenares de montículos de piedra, hacia el precipicio donde se despeñaban. Los depósitos de huesos y objetos de piedra han sido acumulados en el curso de los siglos al pie del acantilado formando una capa de unos 10 m de espesor.
El precipicio fue abandonado en el siglo XIX, después de los contactos con los europeos. El sitio fue conocido por los europeos hacia el año 1880 y excavado por el American Museum of Natural History en 1938. Fue declarado como Sitio Histórico Nacional Canadiense en 1968, Sitio Histórico Provincial en 1979 y Patrimonio de la Humanidad en 1981, como testimonio de la vida prehistórica y de las comunidades aborígenes.

## Centro de interpretación y museo
El Centro de Interpretaciónn de Head-Smashed-In fue construido en un antiguo acantilado de roca arenisca, para integrarse perfectamente en el lugar. Está dispuesto en cinco niveles, la ecología, la mitología, el estilo de vida y la tecnología de los Pies Negros gracias a los descubrimientos arqueológicos efectuados, a la vez muestra los puntos de vista de los pueblos aborígenes y la ciencia arqueológica europea. 
El centro ofrece también las exposiciones y los talleres concernientes a las diversas facetas de la vida de las poblaciones indias, como la fabricación de los mocasines o de los tambores. Cada año, alberga numerosos eventos y festivales indios reconocidos internacionalmente por su colorido, su energía y su autenticidad.